# المجيدل (لبنان)
المجيدل هي إحدى القرى اللبنانية من قرى قضاء جزين في محافظة الجنوب.